# Rubén Almanza
Rubén Almanza, né le 28 juillet 1927, est un ancien joueur mexicain de basket-ball.